# Кольшрайбер, Филипп
Филипп Эберхард Херман Кольшрайбер (нем. Philipp Eberhard Hermann Kohlschreiber; род. 16 октября 1983, Аугсбург, Бавария) — немецкий теннисист; победитель 15 турниров ATP (из них восемь в одиночном разряде). 12 сезонов подряд (2007—2018) завершал год в топ-50 мирового рейтинга. Был известен успешными выступлениями на домашних кортах: 11 из 18 финалов турниров ATP в одиночном разряде Кольшрайбер достиг на турнирах в Германии.

## Общая информация
Филипп — один из трёх детей Марии и Герхарда Кольшрайберов; его сестёр зовут Сандра и Герлинде.
Кольшрайбер-младший в теннисе с четырёх лет; любимые покрытия — грунт и хард.

## Спортивная карьера

### Начало карьеры
Начал играть в теннис в четырёхлетнем возрасте. Дебют на турнирах ATP произошёл в апреле 2002 года, благодаря специальному приглашению от организаторов турнира в Мюнхене. В результате он в первом раунде уступил Николасу Лапентти 6-4, 4-6, 5-7. Затем его приглашают принять участие в турнире серии Мастерс в Гамбурге, где 18-летний Кольшрайбер впервые сыграл против первой ракетки мира. На тот момент ею являлся Ллейтон Хьюитт, которому он уступает 5-7, 4-6. В августе 2002 года выигрывает первый турнир из серии ITF Futures. В мае 2003 года на турнире в Санкт-Пёльтене сумел обыграть Юргена Мельцера и попасть во второй раунд. В августе того же года он дебютирует в основных соревнованиях на турнире серии Большого шлема Открытом чемпионате США. В первом раунде Филипп уступил Давиду Налбандяну 4-6, 6-7(4), 3-6. В начале октября выиграл первый турнир серии «челленджер» в Тумкуре.
В начале 2004 года попадает в четвертьфинал на турнире в Окленде. В июле выиграл турнир серии «челленджер» в Хилверсюме. К Открытому чемпионату США 2004 года сумел впервые подняться в мировом рейтинге в первую сотню. На самом турнире из серии Большого шлема в США
вышел во второй раунд. В январе 2005 года на следующем турнире из серии Большого шлема Открытом чемпионате Австралии Кольшрайберу удаётся дойти до четвёртого раунда. Правда выступления после турнира складывались неудачно. С февраля по май он выиграл всего лишь один матч, а проиграл десять. В июне он вышел в четвертьфинал на турнирах в Халле и Хертогенбосе. В самом начале октября 2005 года выигрывает первый титул на турнирах ATP. Происходит это в парных соревнованиях на турнире в Хошимине, где он выступал с Ларсом Бургсмюллером. В конце ноября выиграл «челленджер» на острове Реюньон.

### 2006—2008
Сезон 2006 года Кольшрайбер начинает с четвертьфинала в Аделаиде, при этом в матче второго раунда он впервые обыграл игрока из первой десятки (№ 4 на тот момент Ллейтона Хьюитта 6-3, 0-6, 7-5). На Открытом чемпионате Австралии выбыл во втором раунде. В конце февраля вышел в четвертьфинал турнира в Лас-Вегасе, а в мае в Мюнхене. На Открытом чемпионате Франции вышел во второй раунд. В июне вышел в четвертьфинал в Хертенгебосе, а на Уимблдонском турнире до третьего раунда. В июле 2006 года сыграл в полуфинале в Гштаде, а чуть позже в четвертьфинале в Кицбюэле. На этом турнире он выиграл свой второй парный титул ATP совместно с австрийским теннисистом Штефаном Коубеком. В октябре четвертьфинала достиг на турнире в Москве.
В начале 2007 года лучшими результатами Кольшрайбера стали четвертьфиналы в Окленде и Роттердаме. В апреле на Мастерсе Монте-Карло, пройдя квалификационный отбор, добрался до четвертьфинала, победив на своём пути в том числе № 12 в мире Давида Налбандяна в матче второго раунда. Затем на турнире в Мюнхене Кольшрайбер за один день победил сразу в двух финалах — в одиночном, обыграв в трёх сетах Михаила Южного 2-6, 6-3, 6-4, и в парном, уже вместе с Южным обыграв чешскую пару Ян Гайек и Ярослав Левински 6-1, 6-4. В июле на турнире в Халле он вышел в полуфинал, выиграв по пути № 8 в мире Джеймса Блейка 6-4, 6-3. На Открытом чемпионате СШАв 2007 году вышел в третий раунд.
На двух последних для себя в сезоне турнирах в Москве и Санкт-Петербурге дошёл до четвертьфинала (на втором турнире Кольшрайбер отказался от игры по ходу матча против Михаила Южного).
В 2008 году Кольшрайбер стартует на турнире в Дохе, где вышел в четвертьфинал. К тому же на этом турнире он выиграл 4-й в карьере парный титул ATP (в паре с Давидом Шкохом). Затем на турнире в Окленде он смог завоевать титул победителя уже в одиночных соревнованиях. В финале он переиграл Хуана Карлоса Ферреро 7-6(4), 7-5. В третьем раунде Открытого чемпионата Австралии Кольшрайбер провёл один из самых запоминающихся матчей в карьере. Во встрече с шестой ракеткой мира американцем Энди Роддиком Кольшрайбер за 3 часа 50 минут сумел вырвать победу со счётом 6-4, 3-6, 7-6(9), 6-7(3), 8-6, несмотря на то, что Роддик подал рекордные для себя на тот момент 42 эйса (сам Кольшрайбер подал за матч 32 эйса).
В июне 2008 года, благодаря победам над Беннето, Хаасом, Сёдерлингом и Блейком Кольшрайбер вышел в финал турнира в Халле, где уступил первой ракетке мира Роджеру Федереру 3-6, 4-6. В июле в Штутгарте он вышел в четвертьфинал в одиночных и выиграл титул в парных соревнованиях (с Кристофером Касом). До четвертьфинала он добирается на Мастерсе в Цинциннати. В октябре вышел в полуфинал в Вене.

### 2009—2011
На старте сезона 2009 года вышел в четвертьфинал в Дохе и Окленде. На Открытом чемпионате Австралии выбыл во втором раунде. В мае на Командном Кубке мира в составе сборной Германии вышел в финал. На Открытом чемпионате Франции в матче третьего раунда Кольшрайбер неожиданно переиграл № 4 в мире на тот момент Новака Джоковича 6-4, 6-4, 6-4. Правда в следующем матче он сам уступил Томми Робредо 4-6, 7-5, 6-7(4), 2-6. В июне на турнире в Халле он вышел в полуфинал. Здесь он смог завоевать парный титул совместно с Кристофером Касом. На Уимблдонском турнире выбыл в третьем раунде, уступив Роджеру Федереру 3-6, 2-6, 7-6(5), 1-6. Такой же результат его ждёт и на Открытом чемпионате США. В конце сентября вышел в финал в Меце, где уступил Гаэлю Монфису 6-7(1), 6-3, 2-6. В октябре вышел в полуфинал на турнире Вене.
В январе 2010 года вышел в полуфинал в Окленде. На Открытом чемпионате Австралии добрался до третьего раунда. В феврале на турнире в Сан-Хосе он выходит в четвертьфинал. На Мастерсе в Монте-Карло в матче второго раунда Филипп обыгрывает Энди Маррея 6-2, 6-1 и по итогу его результатом станет выход в четвертьфинал. В мае в четвертьфинал он выходит в Мюнхене. На Открытом чемпионате Франции, как и на Уимблдонском турнире, выбывает на стадии третьего раунда. Между ними вышел в четвертьфинал в Халле. Такой же стадии он достигает на Мастерсе в Торонто. На Открытом чемпионате США он проиграл во втором раунде. В сентябре вышел в полуфинал в Меце, а в октябре в четвертьфинал в Вене.
В начале января отметился четвертьфиналом в Окленде. На Открытом чемпионате Австралии выбыл на стадии второго раунда. В апреле вышел в четвертьфинал в Мюнхене. На Открытом чемпионате Франции выбывает уже в первом раунде. На турнире в Халле, где Кольшрайбер выступал традиционно хорошо, он впервые смог завоевать титул победителя в одиночном разряде. Для этого в финале он переиграл Филиппа Пецшнера, который отказался от продолжения борьбы во втором раунде при счёте 7-6(5), 2-0 в пользу Кольшрайбера. К тому же в полуфинале турнира ему удалось выиграть № 8 в мире на тот момент Гаэля Монфиса 6-3, 6-3. На Уимблдонском турнире он выбыл в первом раунде. Так же он выступил и на Открытом чемпионате США. В октябре один раз в конце сезона вышел в четвертьфинал.

### 2012—2014
В преддверии Австралийского чемпионата 2012 года вышел в полуфинал в Окленде. В самой же Австралии смог дойти до четвёртого раунда. В начале февраля на турнире в Монпелье выходит в полуфинал. В Делрей-Бич доходит до четвертьфинала. В апреле ему во второй раз в карьере удалось выиграть турнир в Мюнхене (до этого в 2007 году). В финале турнира он выиграл у Марина Чилича 7-6(8), 6-3. На Открытом чемпионате Франции выбывает на стадии второго раунда. На турнире в Халле в четвертьфинале Кольшрайбер сумел обыграть № 2 в мире Рафаэля Надаля 6-3, 6-4. Однако, несмотря на эту победу, в полуфинале он проиграл Томми Хаасу 6-7(5), 5-7. Затем он вышел в четвертьфинал в Истборне.
Долгое время не мог дойти до четвертьфинала хотя бы одного турнира Большого шлема, пока наконец это не удалось Филиппу на Уимблдонском турнире 2012 года. Для Кольшрайбера это был 32-й подряд турнир Большого шлема с Открытого чемпионата США 2004 года. После Уимблдона он в июле вышел в четвертьфинал на турнире в Гамбурге. В конце того же месяца ему удаётся дойти до финала турнира в Кицбюэле. В решающем поединке его обыграл Робин Хасе 7-6(2), 3-6, 2-6. Это позволило ему впервые в карьере в рейтинге войти в первую двадцатку. На Открытом чемпионате США его результатом стал выход в четвёртый раунд. После него он вышел в четвертьфинал в Меце. Сезон Кольшрайбер завершил на 20-м месте.
В начале январе 2013 года В дохе вместе с Кристофером Касом завоевал свой седьмой в карьере парный титул на турнирах ATP. Уже на турнир в Окленде в одиночных соревнованиях он вышел в финал, где уступил Давиду Ферреру 6-7(5), 1-6. На Открытом чемпионате Австралии Кольшрайбер вышел в третий раунд. В апреле на грунте в Барселоне ему удалось выйти в полуфинал, а затем в начале мая уже в финал на турнире в Мюнхене, в котором Филипп проиграл Томми Хаасу со счётом 3-6,
6-7(3). На Ролан Гаррос он во второй раз в карьере смог дойти до четвёртого раунда. В июне на траве немец максимально доигрывал до четвертьфинала в Халле. В июле на грунте в Штутгарте Кольшрайбер смог оформить выход в финал, но проиграл в нём итальянцу Фабио Фоньини — 7-5, 4-6, 4-6. Открытый чемпионат США принёс ему выход в четвёртый раунд.
Сезон 2014 года Кольшрайбер, как и два предыдущих провёл на уровне топ-30. В январе-феврале он отметился тремя выходами в четвертьфинал, а затем на турнире в Дубае преодолел эту стадию и вышел в полуфинал. В мае он выиграл первый титул за два года, став чемпионом турнира в Дюссельдорфе, где в решающем матче смог обыграть Иво Карловича — 6-2, 7-6(4). На Открытом чемпионате Франции Кольшрайбер был близок к тому, чтобы обыграть Энди Маррея, но в тяжелом четырёхчасовом матче третьего раунда все-таки проиграл в последнем пятом сете со счётом 10-12. На турнире в Халле он доиграл до полуфинала. В июле на грунте Гамбурга Филипп также смог выйти в полуфинал. На Открытом чемпионате США ему удалось третий год подряд выйти в четвёртый раунд. Осенью лучшего всего Кольшрайбер сыграл на турнире Вене, пройдя в 1/2 финала.

### 2015—2017
С 2015 года уровень рейтинга у Кольшрайбера стал немного снижаться и он уже выступал на уровне топ-40. До мая 2015 года он два раза добирался до четвертьфинала: на турнирах в Монпелье и Барселоне. В начале мая Филипп сыграл в финале турнира в Мюнхене, но проиграл его Энди Маррею — 6-7(4), 7-5, 6-7(4). Летом он дважды выходил в четвертьфинал и выиграл один титул. Произошло это в августе на турнире в Кицбюэле, в финале которого он оказался сильнее Поля-Анри Матьё — 2-6, 6-2, 6-2. На Открытом чемпионате США Кольшрайбер впервые в сезоне вышел в третий раунд в серии Большого шлема. В осенней части сезона он дважды смог сыграть в полуфинале (в Меце и Москве).
Лучшим результатом начала сезона 2016 года стал выход в феврале в полуфинал турнира в Роттердаме. Следующий раз в 1/2 финала Кольшрайбер оказался в апреле на грунте в Барселоне. Сразу после этого турнира он сыграл в Мюнхене, где в третий раз в карьере смог выиграть главный приз. В финале Филиппу удалось победить Доминика Тима — 7-6(7), 4-6, 7-6(4). В июне Кольшрайбер сыграл ещё в одном финале против Тима на траве в Штутгарте, но на этот раз проиграл со счётом 7-6(2), 4-6, 4-6. Также летом 2016 года он дважды добирался до четвертьфиналов и выступил на первой в карьере Олимпиаде, где проиграл вышел во второй раунд, но снялся с турнира. Осенью Филипп смог выйти в полуфинал турнира в Москве.
Кольшрайбер начал 2017 год 32 номером в рейтинге. На Открытом чемпионате Австралии он победил Николоза Басилашвили и Дональда Янга, но проиграл в третьем раунде Гаэлю Монфису. В феврале Кольшрайбер принимал участие на турнире в Дубае, где в четвертьфинале стремился выиграть свой 400-й матч в туре, но проиграл в трёх сетах чемпиону того розыгрыша турнира Энди Маррею. Кольшрайбер выиграл первый сет 7-6 (7-4), а во втором сете на тай-брейке проиграл 6-7 (18-20). В этом тай-брейке Кольшрайбер имел 7 мачболов. Удивительно, но Маррей спас все семь, взял тай-брейк и затем выиграл решающий сет 6-1. В апреле 33-летний теннисист смог выйти в финал грунтового турнира в Марракеше, однако проиграл в нём более молодому Борна Чоричу. для которого этот титул стал первым в карьере в Мировом туре. Летом Филипп неплохо сыграл в Гамбурге, пройдя в полуфинал, а на следующем турнире в Кицбюэле смог стать чемпионом, добившись в финале победы над португальцем Жуаном Соузой — 6-3, 6-4. Этот титул стал восьмым в одиночной карьере теннисиста в рамках Мирового тура. На Открытом чемпионате США ему удалось выйти в четвёртый раунд, где он не смог справиться с более титулованным Роджером Федерером. В октябре Кольшрайбер доиграл до полуфинала зальных соревнований в Вене.

### 2018—2022
В сезоне 2018 года Кольшрайбер стартовал неудачно, но в марте на Мастерсе в Индиан-Уэллсе совершил прорыв и смог выйти в четвертьфинал. На своём пути он смог переиграть в матче третьего раунда № 3 в мире на тот момент Марина Чилича (6-4, 6-4). В мае он дошёл до финала турнира на грунте в Мюнхене шестой раз в карьере. Но в четвёртый раз взять титул он не смог, проиграв более молодому соотечественнику Александру Звереву в двух сетах (3-6, 3-6). На Уимблдоне 2018 года Кольшрайбер впервые с 2012 года смог доиграть до третьего раунда. На Открытом чемпионате США он выступил чуть лучше, пройдя в четвёртый раунд, в котором без шансов уступил японцу Кэю Нисикори в трёх сетах. После этого он сыграл три турнира до конца сезона и только один раз вышел в четвертьфинал в Стокгольме.
В 2019 году уровень результатов Кольшрайбера заметно упал. Впервые с 2006 года по итогам сезона он финишировал за пределами топ-50. На отдельных турнирах он смог отметиться хорошими результатами. В январе Кольшрайбер вышел в полуфинал на турнире в Окленде. В марте на Мастерсе в Индиан-Уэллсе он прошёл в четвёртый раунд, благодаря первой в карьере победе над первой ракеткой мира. На тот момент лидером рейтинга был Новак Джокович, которого Кольшрайбер смог сенсационно обыграть со счётом 6-4, 6-4. Лучшими результатами грунтовой части сезона для немца стали выход в четвертьфинал в Мюнхене и третий раунд Мастерса в Риме, где Джокович уверенно взял реванш за поражении в Индиан-Уэллсе. Во второй части сезона Кольшрайбер на турнирах АТП-тура проигрывал на ранних стадиях и к осени сыграл несколько турниров боле младшей серии «челленджер».
2020 год Кольшрайбер начал с победы на «челленджере» в Бендиго, Австралия. Далее он не слишком удачно сыграл на нескольких турнирах АТП до конца сезона. В 2021 году лучшими результатами немецкого теннисиста стали выход в третий раунд на Ролан Гаррос и четвертьфинал на турнире в Халле. Также в том сезоне он сыграл на второй в карьере Олимпиаде, которая проходила в Токио, однако в первом же раунде уступил Стефаносу Циципасу в трёх сетах. В 2022 году Кольшрайбер завершил карьеру после участия в квалификации на Уимблдон. Последний матч он сыграл против Михаила Кукушкина во втором матче отборочных соревнований.

## Рейтинг на конец года
| Год  | Одиночный рейтинг | Парный рейтинг |
| 2022 | 416               |                |
| 2021 | 114               |                |
| 2020 | 98                |                |
| 2019 | 79                | 288            |
| 2018 | 34                | 176            |
| 2017 | 29                | 555            |
| 2016 | 32                | 167            |
| 2015 | 34                | 563            |
| 2014 | 24                | 288            |
| 2013 | 22                | 138            |
| 2012 | 20                | 328            |
| 2011 | 43                | 164            |
| 2010 | 34                | 197            |
| 2009 | 27                | 74             |
| 2008 | 28                | 53             |
| 2007 | 32                | 139            |
| 2006 | 62                | 148            |
| 2005 | 86                | 124            |
| 2004 | 88                | 346            |
| 2003 | 208               | 803            |
| 2002 | 247               | 1290           |
| 2001 | 759               | 582            |
| 2000 | 1332              | 1466           |
| 1999 | 1298              | 1357           |
| 1998 |                   | 1384           |

По данным официального сайта ATP на последнюю неделю года.

## Выступления на турнирах

### Финалы турниров ATP в одиночном разряде (18)

#### Победы (8)
| Титулы                           |
| -------------------------------- |
| Турниры Большого шлема (0)*      |
| Итоговый турнир ATP (0)          |
| ATP Мастерс (0)                  |
| АТР Gold / АТР 500 (0+2)         |
| АТР International/ АТР 250 (8+5) |

| Титулы по покрытиям | Титулы по месту проведения матчей турнира |
| ------------------- | ----------------------------------------- |
| Хард (1+2)*         | Зал (0+1)                                 |
| Грунт (6+3)         | Зал (0+1)                                 |
| Трава (1+1)         | Открытый воздух (8+6)                     |
| Ковёр (0+1)         | Открытый воздух (8+6)                     |

* количество побед в одиночном разряде + количество побед в парном разряде.
| №  | Дата           | Турнир                 | Покрытие | Соперник в финале   | Счёт               |
| 1. | 6 мая 2007     | Мюнхен, Германия       | Грунт    | Михаил Южный        | 2-6 6-3 6-4        |
| 2. | 12 января 2008 | Окленд, Новая Зеландия | Хард     | Хуан Карлос Ферреро | 7-6(4) 7-5         |
| 3. | 12 июня 2011   | Халле, Германия        | Трава    | Филипп Пецшнер      | 7-6(5) 2-0 — отказ |
| 4. | 6 мая 2012     | Мюнхен, Германия (2)   | Грунт    | Марин Чилич         | 7-6(8) 6-3         |
| 5. | 25 мая 2014    | Дюссельдорф, Германия  | Грунт    | Иво Карлович        | 6-2 7-6(4)         |
| 6. | 8 августа 2015 | Кицбюэль, Австрия      | Грунт    | Поль-Анри Матьё     | 2-6 6-2 6-2        |
| 7. | 1 мая 2016     | Мюнхен, Германия (3)   | Грунт    | Доминик Тим         | 7-6(7) 4-6 7-6(4)  |
| 8. | 5 августа 2017 | Кицбюэль, Австрия (2)  | Грунт    | Жуан Соуза          | 6-3 6-4            |

#### Поражения (10)
| №   | Дата             | Турнир                 | Покрытие   | Соперник в финале | Счёт              |
| 1.  | 15 июня 2008     | Халле, Германия        | Трава      | Роджер Федерер    | 3-6 4-6           |
| 2.  | 27 сентября 2009 | Мец, Франция           | Хард (зал) | Гаэль Монфис      | 6-7(1) 6-3 2-6    |
| 3.  | 28 июля 2012     | Кицбюэль, Австрия      | Грунт      | Робин Хасе        | 7-6(2) 3-6 2-6    |
| 4.  | 13 января 2013   | Окленд, Новая Зеландия | Хард       | Давид Феррер      | 6-7(5) 1-6        |
| 5.  | 5 мая 2013       | Мюнхен, Германия       | Грунт      | Томми Хаас        | 3-6 6-7(3)        |
| 6.  | 14 июля 2013     | Штутгарт, Германия     | Грунт      | Фабио Фоньини     | 7-5 4-6 4-6       |
| 7.  | 4 мая 2015       | Мюнхен, Германия (2)   | Грунт      | Энди Маррей       | 6-7(4) 7-5 6-7(4) |
| 8.  | 13 июня 2016     | Штутгарт, Германия     | Трава      | Доминик Тим       | 7-6(2) 4-6 4-6    |
| 9.  | 16 апреля 2017   | Марракеш, Марокко      | Грунт      | Борна Чорич       | 7-5 6-7(3) 5-7    |
| 10. | 6 мая 2018       | Мюнхен, Германия (3)   | Грунт      | Александр Зверев  | 3-6 3-6           |

### Финалы челленджеров и фьючерсов в одиночном разряде (13)

#### Победы (7)
| Условные обозначения |
| Челленджеры (4)*     |
| Фьючерсы (3+1)       |

| Титулы по покрытиям | Титулы по месту проведения матчей турнира |
| ------------------- | ----------------------------------------- |
| Хард (4+1)*         | Зал (2+1)                                 |
| Грунт (2)           | Зал (2+1)                                 |
| Трава (0)           | Открытый воздух (5)                       |
| Ковёр (1)           | Открытый воздух (5)                       |

* количество побед в одиночном разряде + количество побед в парном разряде.
| №  | Дата            | Турнир                | Покрытие    | Соперник в финале     | Счёт            |
| 1. | 3 февраля 2002  | Оберхахинг, Германия  | Хард (зал)  | Михаэль Беррер        | 6-3 3-0 — отказ |
| 2. | 17 февраля 2002 | Лойггерн, Швейцария   | Ковёр (зал) | Дитер Киндлманн       | 7-6(2) 6-3      |
| 3. | 25 августа 2002 | Энсхеде, Нидерланды   | Грунт       | Дзюн Като             | 6-1 6-7(3) 6-3  |
| 4. | 5 октября 2003  | Тумкур, Индия         | Хард        | Ли Чайлдс             | 7-5 7-6(5)      |
| 5. | 25 июля 2004    | Хилверсюм, Нидерланды | Грунт       | Деннис ван Схеппинген | 4-6 6-4 6-4     |
| 6. | 26 ноября 2005  | Реюньон, Франция      | Хард        | Теймураз Габашвили    | 6-2 6-3         |
| 7. | 12 января 2020  | Бендиго, Австралия    | Хард        | Эмиль Руусувуори      | 7-6(5) 4-6 6-3  |

#### Поражения (6)
| №  | Дата             | Турнир                    | Покрытие    | Соперник в финале | Счёт        |
| 1. | 10 марта 2002    | Лойггерн, Швейцария       | Ковёр (зал) | Андреас Сеппи     | 4-6 1-6     |
| 2. | 20 октября 2002  | Монтего-Бей, Ямайка       | Хард        | Седрик Кауфман    | 2-6 2-6     |
| 3. | 27 июня 2004     | Реджо-нель-Эмилия, Италия | Грунт       | Оливье Мути       | 2-6 6-0 3-6 |
| 4. | 27 ноября 2004   | Реюньон, Франция          | Хард        | Михал Табара      | 1-6 6-2 4-6 |
| 5. | 5 июня 2005      | Фюрт, Германия            | Грунт       | Альберт Портас    | 6-7(5) 2-6  |
| 6. | 18 сентября 2011 | Стамбул, Турция           | Хард        | Денис Истомин     | 6-7(6) 4-6  |

### Финалы турнировATPв парном разряде (10)

#### Победы (7)
| №  | Дата           | Турнир             | Покрытие    | Партнёр          | Соперники в финале           | Счёт           |
| 1. | 2 октября 2005 | Хошимин, Вьетнам   | Ковёр (зал) | Ларс Бургсмюллер | Роберт Линдстедт Эшли Фишер  | 5-6(3) 6-4 6-2 |
| 2. | 30 июля 2006   | Кицбюэль, Австрия  | Грунт       | Штефан Коубек    | Оливер Марах Цирил Сук       | 6-2 6-3        |
| 3. | 6 мая 2007     | Мюнхен, Германия   | Грунт       | Михаил Южный     | Ян Гайек Ярослав Левинский   | 6-1 6-4        |
| 4. | 4 января 2008  | Доха, Катар        | Хард        | Давид Шкох       | Джефф Кутзе Уэсли Муди       | 6-4 4-6 [11-9] |
| 5. | 13 июля 2008   | Штутгарт, Германия | Грунт       | Кристофер Кас    | Михаэль Беррер Миша Зверев   | 6-3 6-4        |
| 6. | 14 июня 2009   | Халле, Германия    | Трава       | Кристофер Кас    | Андреас Бек Марко Кьюдинелли | 6-3 6-4        |
| 7. | 5 января 2013  | Доха, Катар (2)    | Хард        | Кристофер Кас    | Юлиан Ноул Филип Полашек     | 7-5 6-4        |

#### Поражения (3)
| №  | Дата            | Турнир                | Покрытие   | Партнёр       | Соперники в финале            | Счёт           |
| 1. | 24 февраля 2008 | Роттердам, Нидерланды | Хард (зал) | Михаил Южный  | Томаш Бердых Дмитрий Турсунов | 5-7 6-3 [7-10] |
| 2. | 26 октября 2008 | Базель, Швейцария     | Хард (зал) | Кристофер Кас | Махеш Бхупати Марк Ноулз      | 3-6 3-6        |
| 3. | 6 января 2012   | Доха, Катар           | Хард       | Кристофер Кас | Филип Полашек Лукаш Росол     | 3-6 4-6        |

### Финалы челленджеров и фьючерсов в парном разряде (1)

#### Победы (1)
| №  | Дата          | Турнир         | Покрытие   | Партнёр            | Соперники в финале       | Счёт    |
| 1. | 16 марта 2003 | Лилль, Франция | Хард (зал) | Маркус Вислшпергер | Режис Лавернь Жером Анке | 6-4 6-4 |

### Финалы командных турниров (3)

#### Победы (1)
| №  | Год  | Турнир               | Команда                                                  | Соперник в финале                              | Счёт |
| 1. | 2011 | Командный Кубок мира | Германия · Ф. Кольшрайбер, Ф. Майер, Ф. Пецшнер, К. Кас, | Аргентина · М. Гонсалес, Х. Монако, Х. И. Чела | 2-1  |

#### Поражения (2)
| №  | Год  | Турнир               | Команда                                                    | Соперник в финале                              | Счёт |
| 1. | 2006 | Командный Кубок мира | Германия · А. Васке, М. Кольманн, Н. Кифер, Ф. Кольшрайбер | Хорватия · М. Анчич, И. Карлович, И. Любичич   | 1-2  |
| 2. | 2009 | Командный Кубок мира | Германия · М. Зверев, Н. Кифер, Ф. Кольшрайбер, Р. Шуттлер | Сербия · В. Троицки, Я. Типсаревич, Н. Зимонич | 1-2  |

## История выступлений на турнирах
| Турнир                       | 2002          | 2003          | 2004          | 2005          | 2006          | 2007          | 2008          | 2009                    | 2010                    | 2011                    | 2012                    | 2013                    | 2014                    | 2015                    | 2016                    | 2017                    | 2018                    | 2019                    | 2020                    | 2021                    | 2022                    | Итог   | В/П за карьеру |
| ---------------------------- | ------------- | ------------- | ------------- | ------------- | ------------- | ------------- | ------------- | ----------------------- | ----------------------- | ----------------------- | ----------------------- | ----------------------- | ----------------------- | ----------------------- | ----------------------- | ----------------------- | ----------------------- | ----------------------- | ----------------------- | ----------------------- | ----------------------- | ------ | -------------- |
| Турниры Большого шлема       |               |               |               |               |               |               |               |                         |                         |                         |                         |                         |                         |                         |                         |                         |                         |                         |                         |                         |                         |        |                |
| Открытый чемпионат Австралии | -             | -             | -             | 4Р            | 2Р            | 2Р            | 4Р            | 2Р                      | 3Р                      | 2Р                      | 4Р                      | 3Р                      | -                       | 2Р                      | 1Р                      | 3Р                      | 1Р                      | 2Р                      | 2Р                      | -                       | 2Р                      | 0 / 16 | 23-15          |
| Открытый чемпионат Франции   | -             | -             | К             | 1Р            | 2Р            | 2Р            | 1Р            | 4Р                      | 3Р                      | 1Р                      | 2Р                      | 4Р                      | 3Р                      | 2Р                      | 1Р                      | 1Р                      | 1Р                      | 2Р                      | 1Р                      | 3Р                      | К                       | 0 / 17 | 16-17          |
| Уимблдонский турнир          | -             | -             | -             | 1Р            | 3Р            | 1Р            | 1Р            | 3Р                      | 3Р                      | 1Р                      | 1/4                     | 1Р                      | 2Р                      | 1Р                      | 1Р                      | 1Р                      | 3Р                      | 1Р                      | НП                      | 1Р                      | -                       | 0 / 16 | 13-16          |
| Открытый чемпионат США       | -             | 1Р            | 2Р            | 1Р            | 1Р            | 3Р            | 2Р            | 3Р                      | 2Р                      | 1Р                      | 4Р                      | 4Р                      | 4Р                      | 3Р                      | 1Р                      | 4Р                      | 4Р                      | 1Р                      | 1Р                      | 2Р                      | -                       | 0 / 19 | 25-19          |
| Итог                         | 0 / 0         | 0 / 1         | 0 / 1         | 0 / 4         | 0 / 4         | 0 / 4         | 0 / 4         | 0 / 4                   | 0 / 4                   | 0 / 4                   | 0 / 4                   | 0 / 4                   | 0 / 3                   | 0 / 4                   | 0 / 4                   | 0 / 4                   | 0 / 4                   | 0 / 4                   | 0 / 3                   | 0 / 3                   | 0 / 1                   | 0 / 68 |                |
| В/П в сезоне                 | 0-0           | 0-1           | 1-1           | 3-4           | 4-4           | 4-4           | 4-4           | 8-4                     | 7-4                     | 1-4                     | 11-4                    | 7-4                     | 6-3                     | 4-4                     | 0-4                     | 5-4                     | 5-4                     | 2-4                     | 1-2                     | 3-3                     | 1-1                     |        | 77-67          |
| Олимпийские игры             |               |               |               |               |               |               |               |                         |                         |                         |                         |                         |                         |                         |                         |                         |                         |                         |                         |                         |                         |        |                |
| Летняя олимпиада             | Не проводился | Не проводился | -             | Не проводился | Не проводился | Не проводился | -             | Не проводился           | Не проводился           | Не проводился           | -                       | Не проводился           | Не проводился           | Не проводился           | 2Р                      | Не проводился           | Не проводился           | Не проводился           | Не проводился           | 1Р                      | 0 / 2                   | 1-1    |                |
| Турниры Мастерс              |               |               |               |               |               |               |               |                         |                         |                         |                         |                         |                         |                         |                         |                         |                         |                         |                         |                         |                         |        |                |
| Индиан-Уэллс                 | -             | -             | K             | K             | 3Р            | 2Р            | 3Р            | 4Р                      | 3Р                      | 4Р                      | 2Р                      | 2Р                      | 2Р                      | 3Р                      | 3Р                      | 3Р                      | 1/4                     | 3Р                      | НП                      | 1Р                      | 1Р                      | 0 / 16 | 20-15          |
| Майами                       | -             | -             | K             | 1Р            | K             | -             | 2Р            | 1Р                      | 3Р                      | 2Р                      | 3Р                      | 2Р                      | 2Р                      | -                       | -                       | 3Р                      | -                       | -                       | НП                      | -                       | -                       | 0 / 9  | 3-9            |
| Монте-Карло                  | -             | -             | -             | K             | -             | 1/4           | 3Р            | 2Р                      | 1/4                     | 2Р                      | 2Р                      | 3Р                      | 2Р                      | 2Р                      | 2Р                      | -                       | 3Р                      | 2Р                      | НП                      | -                       | -                       | 0 / 12 | 19-12          |
| Мадрид                       | -             | -             | -             | -             | -             | -             | 2Р            | 3Р                      | 1Р                      | -                       | 1Р                      | -                       | 1Р                      | 2Р                      | 1Р                      | 1Р                      | 3Р                      | 2Р                      | НП                      | -                       | -                       | 0 / 10 | 7-9            |
| Рим                          | -             | -             | -             | -             | -             | -             | -             | 2Р                      | 2Р                      | 2Р                      | 1Р                      | 3Р                      | 3Р                      | 2Р                      | 2Р                      | -                       | 3Р                      | 3Р                      | -                       | -                       | -                       | 0 / 10 | 13-9           |
| Торонто/Монреаль             | -             | -             | -             | -             | -             | 1Р            | 1Р            | 2Р                      | 1/4                     | 1Р                      | 3Р                      | 1Р                      | 1Р                      | -                       | -                       | -                       | -                       | -                       | НП                      | -                       | -                       | 0 / 8  | 5-8            |
| Цинциннати                   | -             | -             | -             | -             | -             | 2Р            | 1/4           | 1Р                      | 3Р                      | 3Р                      | 1Р                      | 2Р                      | 2Р                      | 1Р                      | -                       | -                       | 1Р                      | K                       | -                       | -                       | -                       | 0 / 10 | 10-9           |
| Шанхай                       | Не проводился | Не проводился | Не проводился | Не проводился | Не проводился | Не проводился | Не проводился | 1Р                      | 1Р                      | -                       | 2Р                      | 2Р                      | -                       | -                       | 1Р                      | -                       | -                       | -                       | Не проводился           | Не проводился           | -                       | 0 / 5  | 2-5            |
| Париж                        | -             | -             | -             | -             | -             | -             | 3Р            | 1Р                      | 1Р                      | 2Р                      | 1Р                      | 3Р                      | 2Р                      | -                       | 1Р                      | -                       | 2Р                      | -                       | -                       | -                       | -                       | 0 / 9  | 7-9            |
| Гамбург                      | 1Р            | -             | -             | 1Р            | 1Р            | 2Р            | 1Р            | Не турнир серии Мастерс | Не турнир серии Мастерс | Не турнир серии Мастерс | Не турнир серии Мастерс | Не турнир серии Мастерс | Не турнир серии Мастерс | Не турнир серии Мастерс | Не турнир серии Мастерс | Не турнир серии Мастерс | Не турнир серии Мастерс | Не турнир серии Мастерс | Не турнир серии Мастерс | Не турнир серии Мастерс | Не турнир серии Мастерс | 0 / 6  | 3-6            |
| Статистика за карьеру        |               |               |               |               |               |               |               |                         |                         |                         |                         |                         |                         |                         |                         |                         |                         |                         |                         |                         |                         |        |                |
| Проведено финалов            | 0             | 0             | 0             | 0             | 0             | 1             | 2             | 1                       | 0                       | 1                       | 2                       | 3                       | 1                       | 2                       | 2                       | 2                       | 1                       | 0                       | 0                       | 0                       | 0                       |        | 18             |
| Выиграно турниров АТП        | 0             | 0             | 0             | 0             | 0             | 1             | 1             | 0                       | 0                       | 1                       | 1                       | 0                       | 1                       | 1                       | 1                       | 1                       | 0                       | 0                       | 0                       | 0                       | 0                       |        | 8              |
| В/П: всего                   | 0-3           | 1-3           | 6-10          | 12-25         | 24-20         | 33-27         | 32-21         | 40-25                   | 37-24                   | 31-27                   | 42-24                   | 32-25                   | 37-25                   | 32-23                   | 32-21                   | 32-19                   | 24-24                   | 21-22                   | 2-7                     | 7-9                     | 1-3                     |        | 478-387        |
| Σ % побед                    | 0 %           | 25 %          | 38 %          | 32 %          | 55 %          | 55 %          | 60 %          | 62 %                    | 61 %                    | 53 %                    | 64 %                    | 56 %                    | 60 %                    | 58 %                    | 60 %                    | 63 %                    | 50 %                    | 49 %                    | 22 %                    | 44 %                    | 25 %                    |        | 55 %           |

К — проигрыш в квалификационном турнире.